# Daisy Edgar-Jones
Daisy Jessica Edgar-Jones (Islington, 24 de maio de 1998) é uma atriz britânica.
É mais conhecida por ter interpretado Marianne, uma das protagonistas do romance da minissérie Normal People, papel que lhe rendeu indicações aos prêmios Critics' Choice Television, BAFTA e Globo de Ouro. Seu trabalho televisivo inclui, também, Cold Feet e War of the Worlds. Em 2022, ela estrelou o filme de comédia e suspense Fresh e a minissérie criminal Under the Banner of Heaven.
Edgar-Jones apareceu na lista, de 2020, da Vogue britânica, de mulheres mais influentes.

## Infância e educação
Nasceu em Islington de mãe norte-irlandesa e pai escocês, Wendy e Philip (diretor da Sky Arts e chefe de entretenimento da Sky britânica), respectivamente.
Ela cresceu em Muswell Hill, Londres, e atuou pela primeira vez numa peça de teatro escolar, no quinto ano.
Frequentou a Mount School for Girls e o Woodhouse College antes de ser admitida no National Youth Theatre. Ademais, estudou na Universidade Aberta.

## Carreira
Em 2016; após, aos 17 anos, aparecer no Especial de Natal, Outnumbered, da BBC One, foi escolhida para interpretar Olivia Marsden no drama de comédia, da ITV, Cold Feet, com James Nesbitt.
Ela atuou, em 2018, como Jessica Thompson em Silent Witness e no filme independente de maioridade, Pond Life, dirigido por Bill Buckhurst. Estava, também, na produção do Teatro Nacional da Juventude de The Reluctant Fundamentalist.
Edgar-Jones teve um papel recorrente como Delia Rawson na série de 2019 da BBC e HBO, Gentleman Jack .
Interpretou Emily Gresham nas duas primeiras temporadas de Guerra dos Mundos, ao lado de Gabriel Byrne e Elizabeth McGovern. Em maio de 2019, foi anunciado que Edgar-Jones havia sido escalada para o papel de Marianne; ao lado de Paul Mescal, como Connell, na série Normal People, do Hulu e BBC Three, uma adaptação do romance homônimo de Sally Rooney.
Estrelou o revival de Albion em fevereiro de 2020 no Almeida Theatre, que foi gravado e posteriormente transmitido pela BBC em agosto.
Ela atuará no cinema em Where the Crawdads Sing, de Delia Owens, e em Fresh; adaptação e thriller, respectivamente.
Ela estrelou a minissérie, de Dustin Lance Black, Under the Banner of Heaven, uma adaptação do livro homônimo de Jon Krakauer.

## Filmografia

### Filmes
| Ano  | Título                  | Papel                           | Notas    |
| ---- | ----------------------- | ------------------------------- | -------- |
| 2018 | Pond Life               | Cassie                          |          |
| 2022 | Fresh                   | Noa                             |          |
| 2022 | Where the Crawdads Sing | Catherine Danielle "Kya" Clarke |          |
| 2024 | Twisters                | Kate Cooper                     | [ 20 ]   |
| 2024 | On Swift Horses         | Muriel                          | [ 21 ]   |
| TBA  | A Place in Hell         |                                 | Filmando |

### Televisão
| Ano       | Título                     | Papel             | Notas             |
| --------- | -------------------------- | ----------------- | ----------------- |
| 2016–2020 | Cold Feet                  | Olivia Marsden    | Papel recorrente  |
| 2016      | Outnumbered                | Kate              | Especial natalino |
| 2017      | Silent Witness             | Jessica Thompson  | 2 episódios       |
| 2019      | Gentleman Jack             | Delia Rawson      | 2 episódios       |
| 2019–2021 | War of the Worlds          | Emily Gresham     | Papel principal   |
| 2020      | Normal People              | Marianne Sheridan | Papel principal   |
| 2020      | Albion                     | Zara              | Gravção           |
| 2022      | Under the Banner of Heaven | Brenda Lafferty   | Papel principal   |